# Gorzekały
Gorzekały (niem. Gorzekallen, 1938–1945 Gortzen) – wieś w Polsce, położona w województwie warmińsko-mazurskim, w powiecie piskim, w gminie Orzysz. 
W latach 1975–1998 wieś administracyjnie należała do województwa suwalskiego.

## Nazwa
W dokumentach krzyżackich: Gorsikallen.

Później utrwaliła się nazwa Gorzekallen.

Na mapie Districtus Reinensis (1663) Józefa Naronowicza-Narońskiego – Gorzykały.

16 lipca 1938 ówczesne niemieckie władze Prus Wschodnich dokonały zmiany historycznej nazwy Gorzekallen na Gortzen.

Rozporządzeniem Ministrów: Administracji Publicznej i Ziem Odzyskanych z dnia 1 października 1948 r. nadano miejscowości obowiązującą nazwę Gorzekały.

## Integralne części wsi
| SIMC    | Nazwa             | Rodzaj    |
| ------- | ----------------- | --------- |
| 0763784 | Koźle-Leśniczówka | część wsi |

## Historia
Wolne dobro w Gorzekałach zostało lokowane na prawie magdeburskim dla obojga płci w roku 1542, po tym, kiedy to starosta ryński Jerzy von Diebes (Georg von Diebes) sprzedał za 144 grzywny Michałowi, Adamowi i Maciejowi Gorzekałom (Michall, Adam, Mazay Gorzikalla) z Zalesia w starostwie jańsborskim (piskim), 6 łanów w pobliżu starego pieca smolnego Lipińskich (alten Pechoffen Lipianken), (alten Pechofen Lipiansken) między Orzyszem, a Drygałami. Bracia Gorzekałowie otrzymali też zezwolenie na karczmę (istniała w spisie z 1564 roku), a całość dóbr zwolniono z opłat czynszowych na 5 lat. Po okresie wolnizny musieli jednak płacić 6 grzywien Freygeldu i płużne w wysokości 3 korców żyta i tej samej ilości pszenicy.

Gorzekały należały do parafii w Klusach, administracyjnie podlegały rewirowi w Skomacku.

W 1857 roku wieś liczyła 79 mieszkańców. We wsi działała rakarnia, której właścicielem był Paul. Urząd sołtysa w tym czasie pełnił Rostejus.

W 1933 roku Gorzekały liczyły 156 mieszkańców. Według spisu powszechnego z maja 1939 roku we wsi mieszało 176 osób.

W 1954 r. w Gorzekałach przebywał Jarosław Iwaszkiewicz - zatrzymał się w pokoiku urządzonym przez Wiesława Kępczyńskiego (wychowanek J. Iwaszkiewicza). W czasie pobytu w Gorzekałach Iwaszkiewicz pracował m.in. nad utworami: Chopin, Ze wspomnień.

W latach pięćdziesiątych XX wieku część gruntów wsi Gorzekały przejęło Ludowe Wojsko Polskie na potrzeby pobliskiego poligonu. We wsi utworzono Wojskowe Gospodarstwo Rolne (nie istnieje). Wieś prawie opustoszała. Obecnie znajdują się w niej dwa gospodarstwa.

## Zabytki
Zabytki ujęte w gminnej ewidencji zabytków:
- Dawny cmentarz ewangelicki[14].

Obecnie położony na terenie poligonu. Najstarszy zachowany nagrobek z 1929 roku.
- Dawny cmentarz ewangelicki, założony w połowie XIX wieku[15].

Na cmentarzu znajduje się kwatera wojenna z okresu I wojny światowej. Według zachowanych inskrypcji, jest miejscem spoczynku trzech nieznanych żołnierzy armii rosyjskiej †1914-15.